# J. Mayer & Co.
J. Mayer & Co. war der Name einer ehemaligen Klavierfabrik in München von 1833 bis ungefähr zum Jahre 1925.

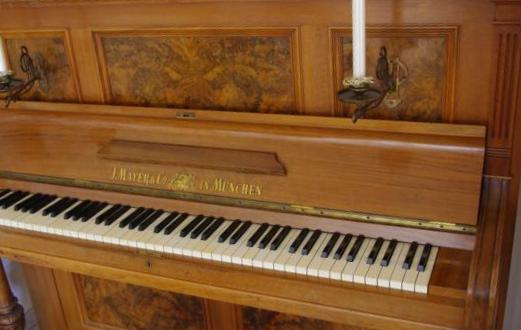
Klavier von J. Mayer & Co., um 1890

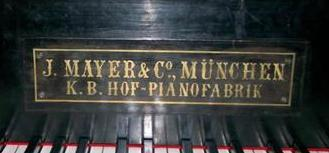
Firmenplakette auf Flügel, um 1870

## Geschichte
Johann Mayer gründete 1833 (anders 1826) eine Klavierfabrik im Zentrum von München am Karlsplatz 3. Wohl unmittelbar benachbart lag die von Aloys Biber (1804–1858) im August 1833 gegründete Pianomanufaktur in der Sonnenstraße, die bis 1872, vermutlich als Konkurrenzunternehmen, bestand. Biber war ab 1846 königlicher Hofpianofortefabrikant, Mayer durfte bis 1918 als Hoflieferant sein Unternehmen als Königlich Bayerische Hof-Flügel- und Pianinofabrik bzw. einfach als Königlich Bayerische Hofpianofabrik bezeichnen. Im Jahre 1845 erhielt Johann Mayer ein dreijähriges bayerisches Patent auf eine Klangmaschine, bei allen Arten von Pianoforte zur Erzielung eines durchaus gleichförmigen, kräftigen klangvollen und äußerst biegsamen Tones.
Die königlich bayerischen Kreis-Amtblätter veröffentlichten um 1860 eine Empfehlung an Lehrerseminare und sonstige Lehrinstitute zur Anschaffung des eigenthümlich construirten Pedalflügels vom Pianoforte-Fabrikanten Johann Mayer in München, welches Instrument zur Uebung im Pedalspiele als sehr geeignet erscheint.
Das Unternehmen baute um 1880 bis 1910 zahlreiche, auch heute noch weit verbreitete und auf dem Markt befindliche Flügel, Konzertpianos und Pianinos in zahlreichen Ausstattungs- und Gestaltungsvarianten im jeweiligen zeitgenössischen Stil. So findet man Exemplare im Empire- bis Gründerzeitstil, in Weiß, Braun, Schwarz und Nussbaumfarbe, teils mit reichen Verzierungen, Goldeinlagen, Kerzenhaltern, Intarsien, klassizistischen Schnitzerei und Kerzenhaltern, die aus Hölzern, wie Eiche, Mahagoni und Nussbaum, mit Tasten aus Elfenbein gefertigt sind. Spätere Modelle um 1920 waren dem Zeitgeschmack entsprechend etwas schlichter gehalten.

## Ausstellungen und Auszeichnungen (Auswahl)
- 1835 Münchner Industrie-Ausstellung: Ehrenvolle Erwähnung[7]
- 1883 Internationale Ausstellung für Kolonien und Export in Amsterdam: 1 Flügel in Eiche und 2 Pianinos[8]
- 1896 Nürnberger Gewerbeausstellung: Goldene Medaille[9]

## Trivia
Auf einer erhalten gebliebenen Federzeichnung von Alexander Schmorell aus dem Jahre 1942 ist dessen Bekannte Lilo Ramdohr beim Klavierspiel an ihrem J.Mayer-Flügel (Eiche und Nussbaum, 255 cm Länge) in ihrer Wohnung in Neuhausen-Nymphenburg abgebildet. Dieses Instrument steht noch heute in Gebrauch.